# Jhong

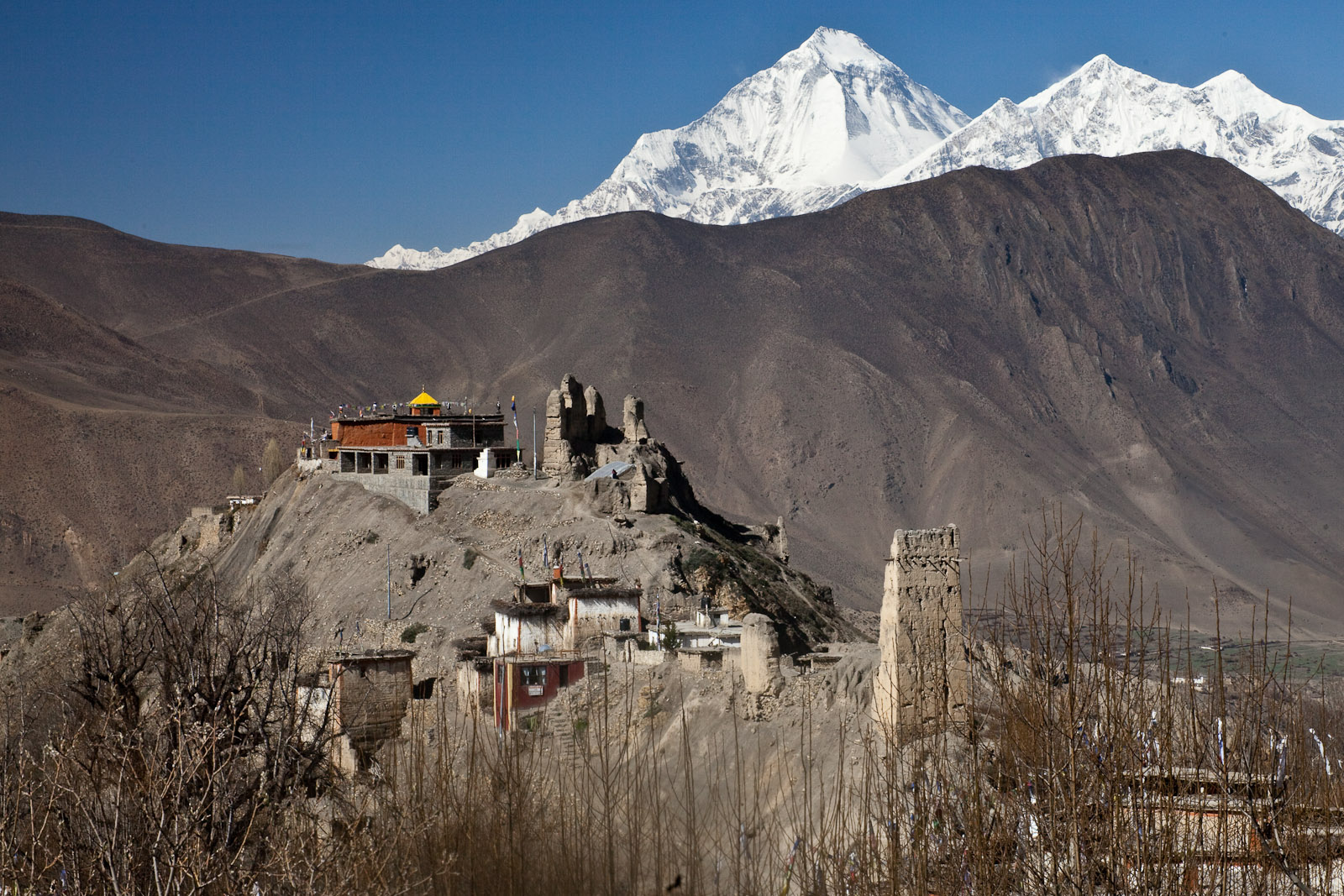
Alte Festung und Gompa von Jhong

Jhong (Nepali झोङ) ist ein Dorf und ein Village Development Committee im Distrikt Mustang im oberen Flusstal des Kali Gandaki.
Der Ort Jhong liegt auf der östlichen Talseite nördlich von Muktinath.

## Einwohner
Bei der Volkszählung 2011 hatte Jhong 253 Einwohner (davon 112 männlich) in 85 Haushalten.

## Dörfer und Weiler
Jhong besteht aus mehreren Dörfern und Weilern:
- Chongur (3700 m ⊙)
- Jhong (3594 m⊙)
- Putak (3420 m⊙)